# アートテラー・とに〜
アートテラー・とに～（1983年3月20日 - ）は、日本のアートテラーで吉本興業に所属した元お笑い芸人。
現在、日本でただ1人しかいない「アートテラー」として、その独自性のある活動が美術関係者に知られ、美術館で定期開催の講演ガイドや、アートフェスティバルのガイド、美術講座の講師、アートツアー企画運営等で活動している。

## 人物・略歴
千葉県出身。2005年、千葉大学法経済学部法学科を卒業した。
2006年にプロのお笑い芸人を目指してNSC東京に入校した。同期には渡辺直美などがいた。2006年1月に原点となるとに～の美術展に行こう！の連載をmixi日記で始める。
NSC12期生として2007年にデビューした。お笑い活動と並行して、2月にはブログ「とに～の【ここにしかない美術室】」を開始した。同年11月、横浜美術館でとに～の美術展へ行こう！ガイドツアーを開催した。参加者多数のためホールでのトークイベントとなる。
2008年2月、アートトークイベントが、正式に横浜美術館のイベントとして実施される（以後、「とに～の美術館へようこそ！」として定期的に開催される）。この時の成功を受け「アートテラー」という職業名を名乗り始める。6月には芸人を引退しアートテラーとしての活動一本に注力し始める。7月には村松恒平とタイマン・レビューで対決（10月に再度対決）した。12月のセザンヌ展では、トークイベントが横浜美術館での公式イベントとなる。
2009年1月、ブログをリニューアルした。12月には、公式ホームページを立ち上げる。2010年3月、国立新美術館のルノワール－伝統と革新展の公式イベントで講演をした。2011年にはアミューズミュージアムの館長・辰巳清との対談がan・anに掲載され、2012年には日本鳥学会のシンポジウムで講演するなど、各種メディアで活動している。
2014年からは新潮講座の講師をつとめている。

## 美術講座・シンポジウム

### 新潮講座
- 2014年10月期『この秋話題の美術展を「貸し切り」で！』[7]　山種美術館（『輝ける金と銀－琳派から加山又造まで』）と三菱一号館美術館（『ボストン美術館ミレー展』、東京都美術館（『ウフィツィ美術館展』）の３館を貸し切っての美術講座[8]。
- 2015年1月期『この冬話題の美術展を「貸し切り」で！』　三菱一号館美術館（ワシントン・ナショナル・ギャラリー展）、ブリヂストン美術館（ベスト・オブ・ザ・ベスト）を貸し切っての美術講座。

### シンポジウム
- 2012年8月25日　日本鳥学会主催『色・鳥どり　～鳥たちの多様な色彩の進化と芸術への浸透～』[9]で講演[10]。（於・東京大学）
- 2013年11月16・17日　大阪バードフェスティバル『色・鳥どり　～鳥たちの多様な色彩の進化と芸術への浸透～』[11]で講演。（於・大阪市立自然史博物館）

### 講演
- 2010年2月28日　日本画塾指導者連盟の第117回研修会の講演者として『ルネサンスとアイスクリーム』というタイトルで講演。[12]

### 公開講座
- 2008年8月　2年A組ジャック先生『とに～の美術館へ行こう！』（世田谷ものつくり学校）
- 2014年11月・12月　江東区文化コミュニティ財団の講座「五渡亭国貞～三代豊国物語～」で対談形式で太田記念美術館主任学芸員の渡邊晃と対談形式で解説[13]。

## イベント

### 美術館・美術展関連
- 2008年12月　横浜美術館『セザンヌ主義』の関連イベントとして「とに～の美術館へようこそ！」を開催。[14]
- 2009年8月16日　横浜美術館『フランス絵画の19世紀展』に合わせて行った公式イベント「とに～の美術展にようこそ！夏の野外スペシャル」を開催（日経新聞[15]で紹介される）。
- 2009年9月　黄金町バザール「アートでまちあるき」のガイドをつとめる。
- 2009年11月　「ヨコハマ国際映像祭2009」において「ヨコハマ国際映像祭2009が3倍楽しくなるツアー！」のガイドをつとめる。
- 2010年4月　静岡県立美術館『伊藤若冲アナザーワールド』に合わせたイベント「アートテラーとに〜、伊藤若冲を語る。」をスノドカフェで開催（スノドカフェ主催）。地元FM局の取材を受ける。[16]
- 2010年3月13日　国立新美術館『ルノワール－伝統と革新』に合わせて、読売・日本テレビ文化センターが主催（文化服装学院共催、読売新聞社後援）したイベント「印象はポップカルチャーだった？！」で講演。
- 2011年10月 - 12月　森美術館『メタボリズムの未来都市展』のパブリックプログラム[17]の一つとして3回のイベントのガイド役をつとめる[18]。
- 2012年5月19日　DIC川村記念美術館『FLOWRSCAPES　フラワースケープ』において「アートに親しむピクニック」を催す。[19]
- 2013年6月2日　ホキ美術館の開館3周年イベント『ホキ美術館DAY』に5人のホストの一人として参加。
- 2014年3月23日　ポーラ美術館『ルノワール礼賛』展のイベントとして「そうだったのかルノワール」[20]で担当学芸員とクロストーク。
- 2014年6月15日　ホキ美術館のイベント『第2回　ホキ美術館DAY』に6人のホストの一人として参加。
- 2017年7月29日　DIC川村記念美術館　『静かに狂う眼差し　―現代美術覚書』　ギャラリートーク

### ギャラリー関連
- 2014年7月12日・13日　『「始点×視点」若き創造者たち』（日本橋三越本店・ギャラリー）でのイベント「アートテラー・とに〜氏と「始点×視点」特集作家によるギャラリートーク」[21]。

### 企画ツアー
- 2009年 - 2014年　『大東京お笑い建築ツアー』（都内の名建築物を建築家の解説を受けつつ鑑賞するツアー）
- 2014年5月 -  『大東京建築ツアー』に改名される。

## 著書・出演・連載他

### テレビ
- 『ごごいち！ニュースキャッチ』（BS朝日、2012年6月19日）
- 『L4YOU!』（テレビ東京、2014年11月6日）の特集「今大注目！秋の箱根イチオシ美術館巡り」[22]に出演。ゲストリポーターのかとうかず子を案内する。
- 『ニュース　シブ５時』（ＮＨＫ）　特集「テーマで差をつけろ！いま人気の展覧会」（2017年12月4日放送

### ラジオ
- 『IYEMON KOIME SWITCH YOUR MIND』（2011年9月）
- 『Jam the WORLD』（2012年5月4日　BREAK THROUGHのコーナーに登場）
- 『J-WAVE　Radio DONUTS』（2012年6月2日　番組に出演。さまざまな企画ツアーが紹介される）[23]
- 『たまむすび』（TBSラジオ、2021年10月 - 2023年3月）- 第3水曜日コーナーレギュラー
- 『こねくと』（TBSラジオ、2023年4月 - ）- 第1月曜日コーナーレギュラー

### 新聞
- 朝日新聞（ひと欄・2013年9月23日付）
- 日経新聞（夕刊・2009年8月10日付）

### 連載
- 朝日新聞　夕刊「４（読ん）で知るアート」　『美術を楽しむコツ（2014年10月1日～2014年10月22日）。[24]

### 掲載
- 『東京ウォーカー』（2008年 No.24）の別冊付録の特集「セザンヌ主義」展でイベントが告知される。
- 『月刊「ちくま」』（2014年8月号・筑摩書房）に森村泰昌著『美術、応答せよ！』に対する書評「森村泰昌のオールナイトニッポン」[25]が掲載される。
- 『芸術新潮』（2014年6月号・新潮社）特集「銀座で見つけた！『画廊の夜会』[26]という夏の夢」
- 『SPUR』（2014年7月号・集英社）「すべらないアート・ガイド」[27]